# Anaklia
Anaklia (gru. ანაკლია; meg. ანარკია Anarkia) – osiedle typu miejskiego i nadmorski kurort w zachodniej Gruzji, w regionie Megrelia-Górna Swanetia, w gminie Zugdidi. Położone jest nad brzegiem Morza Czarnego, u ujścia rzeki Inguri, na lewym brzegu, na granicy Autonomicznej Republiki Abchazji, 3 m n.p.m., 30 km od Zugdidi. W 2014 roku liczyła 1331 mieszkańców.